# Жозе Мануел Барозо
Жозе Мануел Дурао Баросо (порт. José Manuel Durão Barroso) португалски је политичар, бивши (12-и) председник Европске комисије. Након њега на ту позицију је дошао Жан Клод Јункер. Рођен је 23. марта 1956. године у Лисабону, главном граду Португалије.
Дуаро Баросо је дипломирао права на Универзитету у Лисабону и магистрирао из економских и социјалних наука на Универзитету у Женеви. Свој академски пут је наставио као доцент на правном факултету Универзитета у Лисабону и на одсеку за политикологију Универзитета у Џорџтауну (Вашингтон), где је и докторирао. По повратку у Лисабон је постао директор катедре за међународне односе на Универзитету Лусиад.
Од 6. јуна 2002. године је португалски премијер. С тог положаја је одступио 29. јуна 2004. године, како би се посветио обавезама на месту председника Европске комисије.